# Templo de La Merced (Cochabamba)
El Templo de La Merced es un  edificio de culto religioso católico ubicado en la calle Juan de La Rosa y Beijing en la zona de Sarco en la ciudad de Cochabamba en Bolivia. Es parte del Patrimonio cultural boliviano declarado como Monumento nacional mediante Decreto Supremo el 7 de diciembre de 1967.

## Contexto
Según datos históricos, en el año 1820, Don José de Gamarra, arriero de profesión, obsequia a Don Sebastián de Irigoyen, dueño de la campiña de Sarco la imagen de la Virgen de "La Merced", proveniente de Sevilla, España.
Don Sebastián, encontrándose enfermo, pidió a la Virgen lo sanara de sus dolencias, pedido que se le concedió, y en agradecimiento decidió construir una capilla, envió a su hijo Hilario para contratar al arquitecto italiano Franchesco Fontaine, quien llegó a Cochabamba en el año 1826, para iniciar la construcción de la capilla que fue finalmente inaugurada en el año 1840.

## Historia
Las historias sobre la construcción y el diseño de la capilla refieren que inicialmente su diseño era una imitación de la Basílica de San Pedro en Roma. El templo pasó de ser una capilla particular a un Templo de acceso público desde 1982 en que se cede la custodia a los religiososo del Divino verbo.

## Descripción
La capilla fue edificada bajo la influencia del estilo neoclásico.

### Fachada
La fachada principal presenta tres calles diferenciadas por elementos dentados, en el centro se encuentra la puerta de acceso al templo y por encima una ventana, ambas con arco de medio punto, todo este cuerpo central se remata igualmente con un gran arco de medio punto. A un lado de la fachada se tiene una cúpula y por debajo una ventana circular denominada ojo de buey
En la fachada lateral se observa la cubierta con bóveda de cañón corrido, una pequeña linterna y lunetos que cubren las ventanas con arcos de medio punto. Se tiene también una puerta de acceso lateral con arco de medio punto, una cúpula y dos ventanas ojo de buey. Todo el zócalo exterior de la capilla es de piedra vista.

### Planta
El ingreso es por un gran atrio, que presenta una fuente de agua implementada tras una remodelación llevada a a cabo en 2006, la planta es de una sola nave.

### Espacio interior
En el muro testero se apoya el retablo mayor de tres calles, al centro se ubica la imagen de la Virgen de La Merced, en la parte superior  el Sagrado Corazón de Jesús, a un lado San Joaquín y al otro Santa Ana.

### Patrimonio mueble
Acompañan el interior las imágenes de: Arcángel Miguel, San Pedro, San Juan, San Antonio, San Francisco, San Isidro, San Andrés y San Jacinto, entre otros

### Torre
El templo cuenta con una torre ubicada en la parte lateral de la fachada, la torre alberga un campanario con cuatro cuerpos, en la base se observa una puerta y por encima otra ventana ojo de buey, los tres cuerpos siguientes albergan varias campanas, remata en su parte superior una cruz cristiana